# ليرند هاند
ليرند هاند (بالإنجليزية: Learned Hand)‏ (و. 1872 – 1961 م) هو قاض، ومحام، وفيلسوف من الولايات المتحدة الأمريكية ولد في ألباني، نيويورك.
وهو عضو في الحزب الجمهوري .

## التعليم
تعلم في كلية هارفارد للحقوق، وجامعة هارفارد.

## روابط خارجية
- ليرند هاند على موقع الموسوعة البريطانية (الإنجليزية)
- ليرند هاند على موقع ميوزك برينز (الإنجليزية)
- ليرند هاند على موقع إن إن دي بي (الإنجليزية)
- ليرند هاند على موقع ديسكوغز (الإنجليزية)